# Albertine Regel
Pour les articles homonymes, voir Regel.
Albertine Regel est une athlète française. 

## Biographie
Albertine Regel remporte la médaille d'argent du 1 000 mètres marche aux Jeux mondiaux féminins de 1926. Elle est sacrée championne de France du 1 000 mètres marche en 1925.